# Wesmaelius nubilus
Wesmaelius nubilus là một loài côn trùng trong họ Hemerobiidae thuộc bộ Neuroptera. Loài này được Kimmins miêu tả năm 1929.